# Bayerischer Rundfunk
Bayerischer Rundfunk (en español, «Radiodifusión Bávara»), también conocido por sus siglas BR, es la empresa de radio y televisión pública de Baviera. Fue fundada el 25 de enero de 1949 y forma parte de la ARD, la organización conjunta de radiodifusoras públicas de Alemania. Su sede central se encuentra en Múnich, la capital bávara.
El grupo mantiene nueve emisoras de radio —cinco en abierto y cuatro digitales—, un canal de televisión y un sitio web. Se ocupa también de aportar contenidos a la red nacional de la ARD, entre ellos la gestión del canal ARD-alpha.

## Historia
La actual Bayerischer Rundfunk (BR) tiene su origen en un grupo anterior, la radio Deutsche Stunde in Bayern que había comenzado su actividad en 1922. Esta emisora funcionó como la radiodifusora de Baviera hasta después de la Segunda Guerra Mundial, cuando toda la estructura de medios de comunicación de la Alemania nazi quedó desmantelada. Las tropas estadounidenses pusieron en marcha una emisora provisional, Radio München, el 12 de mayo de 1945. Y tres años después, cuando se promulgó la Ley de Radiodifusión de Baviera, cedieron su control al pueblo bávaro. El 31 de enero de 1948 esta cadena pasó a llamarse Bayerischer Rundfunk («Radiodifusión Bávara»).
El 5 de junio de 1950, BR fue uno de los miembros fundadores de la ARD, la organización conjunta de radiodifusoras públicas de Alemania Occidental. En aquella época producía contenidos para el canal de televisión nacional y gestionaba dos emisoras de radio limitadas a Baviera. El 22 de septiembre de 1964, BR se convirtió en el primer grupo regional que creó su propio canal de televisión, Studienprogramm —actual Bayerisches Fernsehen—.
Con el paso del tiempo, BR amplió sus servicios con desconexiones regionales, emisoras de radio temáticas y centros territoriales. El 7 de enero de 1998 puso en marcha un segundo canal de televisión, BR-alpha, que en 2014 fue renombrado como ARD-alpha y pasó a formar parte de la red temática de ARD.

## Organización

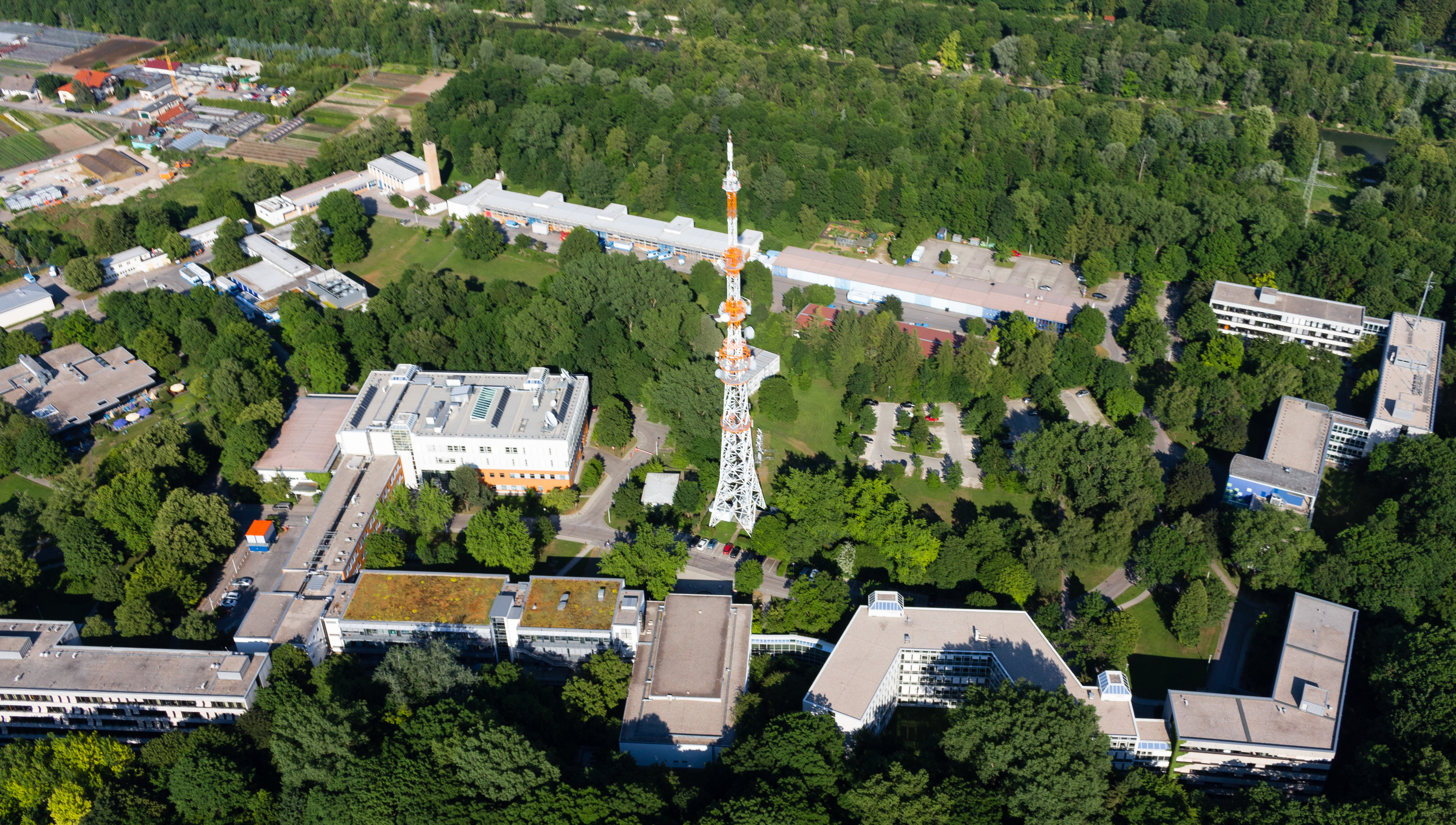
Vista aérea de los estudios de BR en el barrio de Freimann.

BR es una corporación de derecho público que funciona bajo la Ley de Radiodifusión Bávara —Bayerisches Rundfunkgesetz—, promulgada en 1948 y revisada en 1993. Sus funciones están determinadas por una fundación legal que establece la estructura y los principios bajo los que debe regirse.
La Ley de Radiodifusión depende del Contrato Estatal de Radiodifusión —Rundfunkstaatsvertrag—, un acuerdo multilateral entre los dieciséis estados federados que regula las relaciones entre radiodifusoras públicas y privadas. Dentro de la ARD, formada por nueve grupos regionales y el servicio internacional Deutsche Welle, la radiodifusión bávara coopera en la producción de contenidos y gestiona un canal de televisión temático, ARD-alpha.
BR tiene su sede central en Múnich, la capital de Baviera. Cuenta con otros dos estudios en el barrio muniqués de Freimann y en el municipio de Unterföhring; tres centros regionales en Núremberg, Ratisbona y Wurzburgo, y veinte delegaciones en otras ciudades de menor entidad. Dentro de la ARD, se encarga de las corresponsalías en Roma, Viena, Tel Aviv, Estambul y Buenos Aires.

## Financiación
En Alemania existe un impuesto para el mantenimiento de la radiodifusión pública —ARD, ZDF y Deutschlandradio—, conocido en alemán como Rundfunkbeitrag. Se trata de una cuota solidaria que debe ser abonada por ciudadanos, empresas e instituciones independientemente del uso que se haga del servicio. El importe en viviendas particulares en 2024 fue de 18,36 € al mes, si bien hay colectivos con cuota reducida o incluso exentos.BR depende del reparto de la ARD entre los miembros del consorcio.

## Servicios

### Radio
BR dispone de nueve emisoras de radio. Las siguientes están disponibles en señal abierta, DAB e internet:
| Logo       | Programación |
| ---------- | --- |
| BR1        | Bayern 1 - Emisora principal, fundada el 31 de enero de 1948. Su programación está centrada en noticias, magacines de servicio público y música.                                                                                   |
| BR2        | Bayern 2 - Emisora especializada en programas informativos y culturales. Comenzó sus emisiones el 18 de agosto de 1950. |
| BR3        | Bayern 3 - Emisora de música contemporánea a partir de la década de 2000, orientada a público joven y adulto. Se puso en marcha el 1 de abril de 1971.                                                                             |
| BR24       | BR 24 - Emisora de información continua, cuyas emisiones comenzaron el 6 de mayo de 1991 bajo el nombre de «Bayern 5». Dispone de una señal alternativa en DAB, BR24live, que ofrece eventos deportivos y sesiones parlamentarias. |
| BR Klassik | BR Klassik - Emisora especializada en música clásica. Inicio su actividad el 4 de octubre de 1980 bajo el nombre de «Bayern 4». |

Las siguientes emisoras son exclusivas de transmisión digital de audio:
| Logo        | Programación |
| ----------- | --- |
| BR Puls     | BR Puls - Emisora musical dirigida al público joven, especializada en géneros alternativos. Incluye microrreportajes y boletines informativos. |
| BR Schlager | BR Schlager - Emisora especializada en música schlager.                                                                                        |
| BR Heimat   | BR Heimat - Emisora especializada en música folk alpina.                                                                                       |
| BR Verkehr  | BR Verkehr - Canal de mensajes de tráfico. |

### Televisión
BR produce programas para la ARD, tanto en el canal nacional Das Erste como en el resto de señales donde la corporación participa: 3sat, KiKA, Arte y Phoenix). Además posee un canal propio para Baviera:
| Logo         | Programación |
| ------------ | --- |
| BR Fernsehen | BR Fernsehen - Televisión regional de Baviera, con una programación de servicio público orientada al estado federado. Sus emisiones comenzaron el 22 de septiembre de 1964.                                         |
| ARD-alpha    | ARD-alpha - Canal de ámbito nacional vía satélite, gestionado íntegramente por BR. Ofrece programación cultural de ámbito educativo producida por BR, el resto de servicios de ARD y la televisión austríaca (ORF). |

### Organizaciones musicales
- Orquesta Sinfónica de la Radio de Baviera: Fue fundada por Eugen Jochum en 1949. Sus sedes habituales son el Gasteig en la Residencia de Múnich y la Herkulessaal.
- Orquesta de la Radio de Múnich: Segunda orquesta sinfónica, su origen data de la década de 1920.
- Coro de la Radio de Baviera: Coral con 44 cantantes profesionales, ampliable a cien en acontecimientos especiales.

## Controversia
En la década de 1970, BR cuestionó en ocasiones la programación de ARD y se caracterizó por una línea editorial conservadora, influida por la gobernante Unión Social Cristiana de Baviera. En 1973, mientras el primer canal emitía la película sobre homosexualidad Nicht der Homosexuelle ist pervers, sondern die Situation, in der er lebt, la institución bávara hizo una desconexión para ofrecer otro programa. La situación se repitió en 1977 con la película Die Konsequenz. Por otro lado, en 1972 rechazó emitir la serie infantil Barrio Sésamo porque era «demasiado americana» y en su lugar produjo un espacio propio, Das feuerrote Spielmobil, que ofrecía en desconexión.
La situación ha cambiado con el paso de los años, después de que la Ley de Radiodifusión Bávara se reformase en 1993 para dotar al grupo de mayor independencia.

## Identidad corporativa

1945-1949
1962-1968
1968-1993
Desde 2007